# Чарли Чан на Острове сокровищ
«Чарли Чан на Острове сокровищ» (англ. Charlie Chan at Treasure Island) — детективный фильм режиссёра Нормана Фостера, который вышел на экраны в 1939 году. Это 22-й из 47 фильмов о знаменитом гавайском полицейском детективе Чарли Чане и третий из 22 фильмов, в котором роль Чана исполнил Сидни Толер.
Кульминационные события фильма происходят на Трежер-Айленде (в переводе с английского — «Остров сокровищ»), искусственном острове около Сан-Франциско, построенном для проведения Международной выставки «Голден гейт» 1939—1940 годов. Фильм начинается со сцены, когда Чарли Чан вместе с сыном Джимми (Сен Юнг) летит на самолёте из Гонолулу в Сан-Франциско, и во время этого полёта на борту неожиданно умирает друг Чарли, писатель Пол Эссекс (Луис Джин Хейдт). Решив разобраться в загадке смерти Эссекса, Чан знакомится с популярным фокусником Радини (Сизар Ромеро), который ведёт борьбу со лже-медиумом по имени Зодиак, намереваясь разоблачить его как мошенника и шантажиста. После нескольких сюжетных поворотов все вероятные подозреваемые собираются вместе на шоу Радини в его Храме магии на Трежер-Айленде, где должна состояться его решающая битва с Зодиаком. Среди них вдова Эссекса (Салли Блейн) со своим дядей, светская сплетница Бесси Сибли (Билли Сьюард), страховой следователь Томас Грегори (Дугласс Дамбрилл), ревнивая жена Радини Майра (Джун Гейл), а также его ассистентка с экстрасенсорными способностями Ева Кайро (Полин Мур). В ходе представления гибнет человек, выдающий себя за Зодиака, Радини получает ранение, а Еву, которая собирается назвать подлинное имя Зодиака, пытаются застрелить. В последний момент Чан предотвращает убийство Евы и разоблачает преступника.
Фильм считается одним из лучших во всём киноцикле о Чарли Чане и лучшим фильмом с участием Толера благодаря увлекательному сюжету, качественной постановке и отличной актёрской игре Толера и Ромеро.

## Сюжет
На борту самолёта, который летит из Гонолулу в Сан-Франциско, 21-летний Джимми Чан (Виктор Сен Юнг), сын знаменитого гавайского детектива Чарли Чана (Сидни Толер), знакомится с представителем страховой компании Томасом Грегори (Дугласс Дамбрилл). Затем он беседует с детективным писателем Полом Эссексом (Луис Джин Хейдт), который заканчивает последнюю главу своего очередного романа «Тайна стрелы пигмея». Вскоре Пол подсаживается к Чарли и Джимми, выражая благодарность за прекрасное пребывание на Гавайях, которое устроил для него Чарли. Эссексу передают телеграмму, которая расстраивает его. Он уточняет у Чана, что знак «Скорпион» по зодиакальному календарю означает Октябрь, который начинается завтра. Пока Эссекс уходит, чтобы направить ответ, Грегори говорит Чану, что перед этим прочитал телеграмму, которую передали ему по ошибке. Перед самым приземлением Джимми подходит к Эссексу, обнаруживая, что тот мёртв. Джимми показывает отцу подобранную с пола телеграмму без подписи, которую получил Эссекс: «Знак Скорпиона принесёт беду, если предостережения Зодиака будут проигнорированы». Подходит Грегори, который говорит, что Скорпион — это зловещий символ смерти. Грегори смотрит на портфель Эссекса и незаметно забирает его.
На аэродроме Чарли приветствует жена Пола, Стелла Эссекс (Салли Блейн), спрашивая, где её муж. Она также представляет своего дядю и делового партнёра Пола, мистера Редли (Чарльз Хэлтон). Чан сообщает, что Пол умер в самолёте от сердечного приступа. Ридли показывает странную радиограмму от Пола, которая пришла вчера вечером: «От Зодиака не скрыться. Прощай, моя любовь. Пол». Чан просит Редли отвезти Стеллу домой, обещая навестить их вечером. Сам же детектив садится в такси, которое доставляет его в Департамент полиции Сан-Франциско, где Чана сердечно приветствует заместитель начальника полиции Килвейн (Дональд Макбрайд). По дороге в кабинет к ним присоединяется старый знакомый, полицейский репортёр Пит Льюис (Дуглас Фаули), а в кабинете встречает известный фокусник Фред Радини (Сизар Ромеро), у которого свой театр «Храм магии» на Трежер-Айленде. Вместе с Питом и его газетой Радини занимается разоблачением фальшивых экстрасенсов, приглашая их для выступлений в свой театр, после чего разоблачает их. Фокусник говорит, что пока ему не удалось разоблачить только «Короля обмана», профессора Зодиака, который отказывается принять его вызов. Пит рассказывает, что фальшивые экстрасенсы выпытывают у людей их тайны, а затем шантажируют их. Как они подозревают, это стало причиной трёх недавних самоубийств клиентов доктора Зодиака.
Чан просит Килвейна дать указание провести вскрытие тела Пола Эссекса. Он говорит, что если это и было самоубийство, то оно спровоцировано шантажом, и потому является убийством. Питер напоминает, что шесть недель назад Пол уехал в Гонолулу, чтобы закончить свой роман о чёрной магии. В полицейское управление прибегает Джимми, сообщая отцу, что не нашёл портфель Пола, в котором была рукопись, так как на таможне Грегори улизнул от него. В этот момент незнакомец передаёт Чану записку и быстро исчезает. В записке сказано: «Не бросай вызов сверхъестественному, если не желаешь отправиться к предкам». Чан поручает сыну заказать номер в гостинице «Сан-Франциско» и передать миссис Эссекс, что он задерживается, а сам направляется к Зодиаку.
Чан подходит к особняку доктора Зодиака (Джеральд Мор), который тайно наблюдает за ним из окна. Следом к дому подъезжают на такси Питер и Радини, замаскировавшийся под профессора психологии из Университета Беркли. Дверь открывается, и слуга Абдул (Тревор Бардетт) любезно приглашает всех троих пройти к доктору Зодиаку. Их проводят к комнату, предназначенную для магических ритуалов, где их встречает доктор Зодиак в маске и длинной широкой накидке, скрывающей его тело. Чан просит Зодиака войти в контакт с недавно умершим другом. Через хрустальный шар Зодиак устанавливает контакт с древнеегипетской жрицей. Она говорит, что Пол Эссекс, который недавно прибыл в мир духов, желает говорить с Чаном. Пол спрашивает у Пола, что стало причиной его внезапной смерти. Тот отвечает, что сердце просто остановилось, самоубийства не было, и он не был жертвой шантажа. На вопрос о радиограмме дух Эссекса отвечает, что звёзды были против него. Когда Чан просит прояснить это, голос жрицы произносит, что дух Эссекса ослаб и больше не может говорить. Питер спрашивает о девушке по имени Ева Кайро (Полин Мур), на что жрица отвечает: «Вы не должны думать о женитьбе на ней. Она ясновидящая. Она одна из нас. Вы не должны вмешиваться в её жизнь». Питер не верит этим словам, после чего Радини обвиняет Зодиака в шарлатанстве. Зодиак, который узнал Радини, говорит, что пустил его в дом только из уважения к Чану. Когда Питер угрожает Зодиаку газетным разоблачением, тот отвечает, что тогда газете придётся отвечать перед ним в суде. После этого Зодиак скрывается за занавесом. Когда они выходят, Радини говорит, что Ева Кайро работает у него ассистенткой, и она действительно умеет читать мысли.
Когда Чан возвращается в гостиницу, Килвейн по телефону сообщает ему, что, согласно вскрытию, Эссекс был отравлен. Однако поскольку доказательств того, что это убийство, пока нет, Чан рекомендует сказать репортёрам, что это было самоубийство. Чан также предполагает, что к этому причастен Зодиак, однако доказать это пока нечем. В номер заходит Джимми с сообщением, что нашёл Грегори. Тот остановился в гостинице «Уоллинг», и при нём был портфель Эссекса. Увидев Джимми, Грегори успел скрыться. Чан предлагает сыну переодеться, так как они отправляются на Трежер-Айленд по приглашению Радини. Там Чан рассчитывает повидаться с Евой Кайро, которая находится под влиянием доктора Зодиака. Однако Джимми, не слушая отца, приклеивает усы, надевает чёрные очки и убегает.
В павильоне «Гавайская деревня» Радини встречает гостей. На вечеринке Питер знакомит Чана с Евой, которая заявляет, что доктор Зодиак гений и его не удастся уличить во лжи. К ним подходит знакомая светская сплетница и распутница Бесси Сибли (Билли Сьюард), которую Питер подозревает в том, что она поставляет Зодиаку клиентов. Ева уходит, чтобы подготовиться к выступлению, а Радини заигрывает с Бесси, вызывая ревность своей жены Майры (Джун Гейл), которая наблюдает за ними со стороны. Майра садится с ними за столик, где выясняется, что по предложению Бесси она недавно посещала Зодиака, чтобы удержать мужа. В ответ Майра напоминает, что прокуратура заинтересовалась внезапной смертью последнего мужа Бесси. Когда Майра и Радини уходят, Бесси рассказывает Чану, что Майра раньше выступала на эстраде как метательница ножей. В этот момент на вечеринке появляется Грегори, который разыскивает Радини. По телефону Джимми сообщает отцу, что послал Грегори фальшивое приглашение на вечеринку, чтобы обыскать его номер. В этот момент объявляется выступление Радини, который приглашает на сцену Еву Кайро, которую считает самым великим телепатом в мире. Радини просит приглушить свет и сохранять полную тишину, после чего вводит Еву в состояние гипноза. На нескольких примерах с Радини в качестве ассистента Ева демонстрирует свои экстрасенсорные способности. Чан даёт Радини предмет, и Ева правильно говорит, что это карта с китайскими иероглифами. Она не может прочитать по-китайски, тогда Радини предлагает прочесть их про себя Чану, а Ева прочтёт их из его мыслей. Она точно воспроизводит надпись из мыслей Чана: «Большая радость следует за большой печалью». Далее Ева говорит, что Чан думает о докторе Зодиаке. Пока Радини продолжает вести выступление Евы, Чан замечает появившихся в зале Стеллу Эссекс и мистера Редли. В этот момент Ева вскакивает с кресла и восклицает, что чувствует зло в этом зале и не может продолжать. По её словам, кто-то в зале сейчас задумал убийство. Когда Питер отходит в сторону от Чана, рядом с головой детектива в ствол дерева втыкается кинжал, который Чан незаметно выдёргивает и забирает себе.
Поздно вечером Чан снова приходит к особняку Зодиака, а следом появляются Питер и Радини. Когда они собираются позвонить, дверь открывает Джимми. Вчетвером они проходят в комнату, где Зодиак проходил спиритический сеанс. Чан показывает, что летающие руки и черепа, которые они видели во время сеанса, это всего лишь трюки, которые Зодиак осуществляет с помощью рычагов и педалей, спрятанных под столом. А то, что они утром слышали голос Эссекса доказывает лишь то, что Зодиак знал его. А также то, что доктор — превосходный имитатор голоса и чревовещатель. Услышав звук открывающейся входной двери, все четверо прячутся за дверью в комнате. Появляется слуга Абдул с пистолетом в руке. Когда он входит в комнату, они обманом разоружают его. При обыске у слуги обнаруживают ножны, которые соответствуют клинку, брошенному в Чана на представлении. В этот момент Джимми неосторожно гасит в комнате свет, и в неразберихе слуга, а также Чан исчезают. Когда оставшиеся трое в поисках бросаются за занавески, оттуда неожиданно появляется Зодиак, требуя предъявить ордер на обыск. Затем он снимает с головы тяжёлую маску, и оказывается, что это Чан, который объясняет, что под костюмом Зодиака мог скрываться кто угодно. В поисках Абдула они осматривают гардеробную комнату, нащупывая тайную дверь. Зайдя внутрь, они попадают в кабинет, где на столе Чан обнаруживает портфель с рукописью последнего романа Эссекса. Джимми рассказывает, что это он нашёл рукопись в номере Грегори в гостинице, а затем принёс её сюда. В бумажнике на столе Чан находит код от сейфа, спрятанного в шкафу. Открыв сейфовую дверь, они попадают в несгораемое хранилище с огромной картотекой, где хранятся компрометирующие сведения на многих людей. Сведения эти поступают от лже-экстрасенсов из многих городов. Найдя файл на Бесси Сибли, Чан говорит, что она поставляет Зодиаку информацию на многих людей, чтобы он не раскрыл информацию о ней самой. В файле на Пола Эссекса Чан находит газетную заметку о том, что Пол получил три года тюрьмы за мошенничество на бирже. Там также содержится письмо, согласно которому Зодиак вымогал у него деньги, угрожая предать огласке былые грехи Пола. Отослав троих разбирать рабочий стол Зодиака, Чан начинает вынимать из шкафов архива файлы и сбрасывать их в кучу на полу. Затем Чан поджигает все папки с компроматом и предлагает немедленно покинуть здание. Он говорит, что таким образом уничтожена паучья сеть, и теперь надо поймать самого паука.
Утром в гостиничном номере Чан, который так и не ложился спать, изучает документы, а затем рассказывает Джимми, что прочитал роман Пола о лже-экстрасенсе, в котором, возможно, скрыта разгадка. Но последняя страница романа, которая содержит разгадку тайны, отсутствует. Джимми полагает, что эта страница находится у Грегори. В эту же минуту тот звонит с предложением сейчас же навестить Чана. Вскоре Грегори заходит, заявляя, что он не страховой агент, а частный детектив, работающий на Граневильскую страховую компанию, и просит Чана о помощи. Он объясняет, что похитил портфель, так как рассчитывал найти там необходимые сведения. Он следил за Полом в Гонолулу, так как его компания уже сталкивалась с тремя случаями самоубийств, и надеялся в Гонолулу найти их причины. Зацепкой для него послужило то, что Зодиак предсказал смерть Эссекса в этом месяце. Грегори просит Чана заставить Зодиака заговорить, обещая хорошее вознаграждение. После его ухода появляется Питер, и Чан говорит ему и Джимми, что вчера он обзвонил все страховые компании, и ни в одной них не знают Грегори. Далее Чан заявляет, что под личиной Зодиака скрывается не обычный уголовник, а человек с огромным самолюбием и склонностью к интригам и обману, что в науке называется «патологическая лживость». Они решают для разоблачения Зодиака использовать его непомерное тщеславие. Чан предлагает, чтобы Радини предложил Зодиаку продемонстрировать свои способности перед учёными. В тот же день газета Питера выходит с заголовком: «Радини бросает вызов Зодиаку пройти испытание!».
На входе в Храм магии Радини появляется ответ Зодиака, что он прибудет на поединок сегодня вечером. Чан срывает записку с двери, показывая, что она прикреплена специальным ножом, который используют профессиональные метатели. Они проходят внутрь помещения. На обратной стороне записки Чан видит текст, который является последней страницей рукописи Эссекса. Из текста следует, что убийство было осуществлено не кинжалом, а отравленной пигмейской стрелой. Служащий храма говорит, что среди реквизита у них есть пигмейская стрела, однако, как вскоре выясняется, она пропала.
Вечером в Храме магии собирается полный зал. Чан садится вместе с Питером и Джимми, замечая в зале Бесси, а также Стеллу и Редли. Шеф полиции Килвейн даёт указание подчинённым после того, как Зодиак войдёт в здание, закрыть все двери и никого не выпускать. Представление начинается, но Зодиака по-прежнему нет. Радини открывает вечер словами, что несмотря на то, что Зодиак принял его приглашение принять участие в шоу, однако так и не появился. Когда шоу начинается и Радини уже показывает фокусы, в зале появляется Грегори. На сцене появляется Ева Кайро и Радини приглашает для следующего номера на сцену Чана, Джимми и Килвейна. Когда они поднимаются на сцену, в зал входит человек в костюме Зодиака. Радини предлагает Зодиаку показать любой из своих «сверхъестественных» трюков и обязуется повторить его, используя традиционный набор приёмов профессионального фокусника. Для начала Радини демонстрирует трюк с левитацией, поднимая стол, на котором лежит Ева, под самую крышу. Затем Ева неожиданно появляется из-за кулис, и в этот момент она громко кричит. Вслед за ней Чан и Джимми видят, что Зодиак убит стрелой точно в сердце. Грегори, который пересел в зале на место Чана, обнаруживает под сиденьем волшебную палочку. Чан снимает с Зодиака маску, под которой они видят слугу Абдула. Килвейн требует включить свет и всем оставаться на своих местах. Дирижёр находит около своего места брошенный лук, однако Чан быстро устанавливает, что из такого старого лука невозможно выстрелить. Радини говорит, что этот лук был в руках у фигурки пигмея, которая стоит перед входом в зал. Чан предполагает, что в течение последнего времени убийца находился поблизости от жертвы, и просит всех, кто был рядом, указать точное место, где они находились.
Радини говорит, что как только погас свет, он спустился в зал, а когда появилась Ева, он вернулся. Грегори говорит, что обнаружил волшебную палочку Радини около своего кресла. Килвейн подтверждает, что Грегори, настоящая фамилия которого Солсбери, является детективом Гранвильской страховой компании. Чан осматривает палочку, которую, как признаёт Радини, он, видимо, выронил. Из своего рукава по просьбе Чана Радини извлекает ещё одну палочку. Затем Чан спрашивает у Евы, где была она после завершения полёта на столе. Она объясняет, что не летала на столе, а была за кулисами и ожидала своего выхода. Чан просит всех занять то место, где они находились, когда погас свет, а Радини повторить представление с того момента, когда Ева легла на стол. Чан просит Питера изображать жертву. Когда Ева отказывается ложиться на стол, Чан отправляет её за кулисы, чтобы ждать своего выхода, а на стол вместо неё ложится Джимми. Начинается номер, стол незаметно для зрителей переворачивается, и Джимми скатывается в подпольное помещение, а на его месте оказывается манекен, похожий на Еву. Стол поднимается в воздух, и Радини ведёт свой комментарий, однако в темноте он неожиданно падает и замолкает. Когда включают свет, Рвдини лежит на ступенях перед сценой без сознания. Килвейн видит у него пятно крови, и решает, что он ранен. Чан замечает около лестницы метательный нож, и, обернув платком, забирает себе. Раненого Радини относят в гримёрку. Чан показывает Килвейну, что Радини ранен в плечо этим ножом. Таким же ножом к двери театра была приколота записка доктора Зодиака.
Когда Майру не выпускают со сцены к раненому мужу, она запирается в стоящий на сцене бутафорский саркофаг. Пока под полом сцены Чан разыскивает Джимми, туда на лифте спускается Майра. Она проводит Чана в гримёрку Радини, где находится и Джимми. По словам доктора, у Радини всего лишь неглубокая царапина, и скоро он отойдёт от шока. Сам Радини говорит, что не имеет представления, что произошло, он лишь почувствовал боль, когда спускался со сцены в зал. Чан с Джимми поднимаются к Килвейну, допрашивающему Еву, которой заранее было известно о том, что Радини ранят ножом. Она сообщает, что у неё было видение, в котором Радини лежал с ножом в плече. Чан решает, что Ева со своими способностями поможет им поймать убийцу. Чан выходит на сцену и обращается к залу со словами, что с помощью Евы он найдёт разгадку преступления. Чан просит Еву начать читать его мысли, чтобы через них проникнуть в мысли убийцы, после чего включает метроном и вводит её в транс.
Ева начинает говорить: «Я вижу странную таинственную комнату. Вижу мужчину, это доктор Зодиак. Он изучает тайные стороны жизни людей, и использует информацию, чтобы шантажировать их. Я вижу одну из его жертв на самолёте. Этот человек совершил самоубийство, потому что доктор Зодиак его шантажировал. Вдова этого человека находится здесь в зале. Её сердце переполнено болью. Здесь есть другая женщина, которая помогает доктору Зодиаку, но она сама его боится. Только его смерть может освободить её. Я вижу ещё одного человека — противника доктора Зодиака, который решил его разоблачить этой ночью. Здесь также есть человек, который боится потерять работу и репутацию, потому что доктор Зодиак его перехитрил. Есть ещё молодой человек, уверенный, что доктор Зодиак пытается разрушить его роман и настроил против него девушку, которую он любит….» Чувствуя какое-то сопротивление, Ева тем не менее продолжает: «Здесь есть женщина, переполненная ревностью и ненавистью, и доктор Зодиак пытается управлять ею… Здесь есть человек, который пытается помешать читать ваши мысли… Он напуган и в отчаянии, это доктор Зодиак. Он не умер, а здесь в театре. Человек, который был убит здесь, был слугой доктора Зодиака. Он должен был сбить полицию со следа…» На вопрос Чана, что послужило мотивом убийства, Ева отвечает: «Абдул был единственным, кто знал своего хозяина в лицо. Зодиак убил его, чтобы он не проговорился, и чтобы все поверили, что доктор Зодиак мёртв». Когда Чан просит назвать того, кто является доктором Зодиаком, какая-то сила пытается вывести Еву из-под контроля Чана. Ева говорит, что эта сила полна злобы и жажды убийства. Затем она открывает глаза и говорит, что Зодиак готовится нанести ещё один удар, посе чего вскрикивает. В этот момент из-за кулис появляется пистолет. Полиция включает свет и хватает Радини с поличным. Чан говорит, что Радини и есть Зодиак. Далее он рассказывает, как Радини-Зодиак убил Абдула: «Он использовал волшебную палочку вроде той, которой он пользовался во время представления. Но в эту палочку вставлен механизм, который делает её смертельным оружием». В порядке демонстрации Чан выпускает из палочки стрелу, которая вонзается в подвешенную грушу. Он говорит, что Радини старательно запутывал картину и даже сам ранил себя ножом, чтобы отвезти от себя подозрение. Радини-Зодиака уводит полиция.

## В ролях
- Сидни Толер — Чарли Чан
- Виктор Сен Юнг — Джимми Чан
- Сизар Ромеро — Фред Радини
- Дуглас Фоули — Питер Льюис
- Полин Мур — Ева Кайро
- Дональд Макбрайд — заместитель начальника полиции Джей Джей Килвейн
- Чарльз Хэлтон — Редли
- Уолли Вернон — Элмер Келнер
- Билли Сьюард — Бесси Сибли
- Луис Джин Хейдт — Пол Эссекс
- Салли Блейн — Стелла Эссекс
- Джун Гейл — Майра Радини
- Дугласс Дамбрилл — Стюарт Солсбери, он же Томас Грегори
- Тревор Бардетт — Абдул
- Джеральд Мор — доктор Зодиак (в титрах не указан)

## Создатели фильма и исполнители главных ролей
За время своей карьеры, охватившей период с 1936 по 1974 год, режиссёр Норман Фостер поставил 43 фильма, среди которых шесть из восьми детективных фильмов из цикла про мистера Мото 1937—1939 годов, три фильма про Чарли Чана 1939—1940 годов, а также фильмы нуар «Путешествие в страх» (1943), «Женщина в бегах» (1950) и «Поцелуями сотри кровь с моих рук» (1948).
Сидни Толер работал как киноактёр с 1918 по 1946 год, сыграв за это время в 80 фильмах. Он, в частности, исполнил роль детектива в мелодраме с Марлен Дитрих «Белокурая Венера» (1932), появился в ролях второго плана комедии с Лорелом и Харди «Наши отношения» (1936) и в романтической комедии с Уильямом Пауэллом и Мирной Лой «Двойная свадьба» (1937). В период 1938—1946 годов Толер сыграл роль Чарли Чана в 22 фильмах об этом знаменитом детективе, к числу лучших его картин в цикле относятся «Чарли Чан в Гонолулу» (1938), «Чарли Чан в Рено» (1939), «Смертельный круиз Чарли Чана» (1940), «Замок в пустыне» (1942) и этот фильм.
Сизар Ромеро начал сниматься в кино в 1933 году, сыграв вплоть до 1989 года в 112 фильмах, среди которых «Тонкий человек» (1934), «Добрая фея» (1935), «Маленькая принцесса» (1939), «Сказки Манхэттена» (1942) и «Веракрус» (1954). Позднее на телевидении он играл главную роль в приключенческом сериале «Паспорт опасности» (1954—1958, 31 эпизод), был Джокером в «Бэтмене» (1966—1968, 22 эпизода), а также имел постоянную роль в мыльной опере «Фэлкон Крест» (1985—1988, 51 эпизод).
В этом фильме дебютировал популярный впоследствии актёр Джеральд Мор, сыгравший (без упоминания в титрах) псевдо-медиума доктора Зодиака, который, как пишет историк кино Дерек Виннерт, «возможно, отчасти вдохновил реального серийного убийцу по имени Зодиак, который действовал в Сан-Франциско в конце шестидесятых годов».
Как отмечает историк кино Хэл Эриксон, в небольшой роли вдовы писателя Пола Эссекса в фильме появляется Салли Блейн, профессиональная актриса, которая была женой режиссёра картины Нормана Фостера и сестрой кинозвезды Лоретты Янг.

## История создания фильма
Как пишет историк кино Дерек Виннерт, это 22-й из 47 фильмов о Чарли Чане, перед ним был «Чарли Чан в Рино» (1939), а за ним последовал «Город тьмы» (1939).
Как поясняет Виннерт, Остров сокровищ (Трежер-Айленд) в заглавии этого фильма — это искусственный остров в заливе Сан-Франциско, который был построен в 1936—1937 годах для международной выставки «Голден гейт» 1939—1940 годов. Многие сцены фильма снимались на этом острове. Позднее остров использовался военно-морскими силами США. В 1980-е годы он был передан кино- и телекомпаниям, а два находящихся там авиационных ангара были переоборудованы в съёмочные павильоны.
Альтернативное название фильма — «Чарли Чан на Всемирной выставке» (англ.  Charlie Chan at the World's Fair). Под таким названием он, в частности, фигурировал в статье «Голливуд Репортер» от 19 апреля 1939 года.
Фильм находился в производстве с 17 апреля до 13 мая 1939 года и вышел на экраны 8 сентября 1939 года.
Значительная часть реквизита фокусников, который использовался в этом фильме, был повторно использован в 1942 году в фильме Лорела и Харди «Авось прорвёмся!» (англ. A-Haunting We Will Go).

## Оценка фильма критикой
После выхода фильма на экраны кинообозреватель «Нью-Йорк Таймс» Фрэнк С. Ньюжент обратил внимание на большое количество жертв в фильме, в шутку предположив, что «если Twentieth Century-Fox в ближайшее время не решит прекратить деятельность Чарли Чана, во всем Голливуде не останется нетронутых актёров второго плана». Похоже, у Чана складывается особый метод расследования, при котором «благодаря простому процессу устранения персонажей он обычно находит убийцу».
Современный историк кино Хэл Эриксон отметил, что сегодня «любители кино почти единодушны в том, что этот фильм является лучшим фильмом Сидни Толера в сериале о Чарли Чане». Положительно оценил фильм и киновед Деннис Шварц, назвав его «вдохновляющим» и «лучшим в сериале с Сидни Толером в роли Чана». Хотя разгадать тайну было не сложно, сама «история очень забавна», и кроме того, зритель получает «возможность увидеть Всемирную выставку в Сан-Франциско 1939 года». Журнал TV Guide в своей рецензии оценил фильм как «отличную историю о медиуме-шантажисте на Международной выставке в Сан-Франциско». Возможно, «местами картина медленная, но все равно она будет интересна поклонникам Чана».
По мнению кинокритика Дерека Виннерта, это «захватывающий фильм с полезным участием приглашенной звезды Сизара Ромеро в роли фокусника по имени Радини». Критик отмечает также высокий уровень сценария Джона Фрэнсиса Ларкина и режиссёрской работы Нормана Фостера, несколько отличных афоризмов и мудростей, которые по своему обычаю высказывает Чан (например, «любимое развлечение человека — обманывать самого себя»), а также прекрасные «безумные» образы второго плана и идеальный подбор актёров, которые их создают на экране.